# 알무데나 무뇨스
알무데나 무뇨스 마르티네스(스페인어: Almudena Muñoz Martínez, 1968년 11월 4일~)는 스페인의 전직 유도 선수로 1992년 하계 올림픽에서 여자 하프라이트급 금메달을 획득했다.